# Fritz Genschow

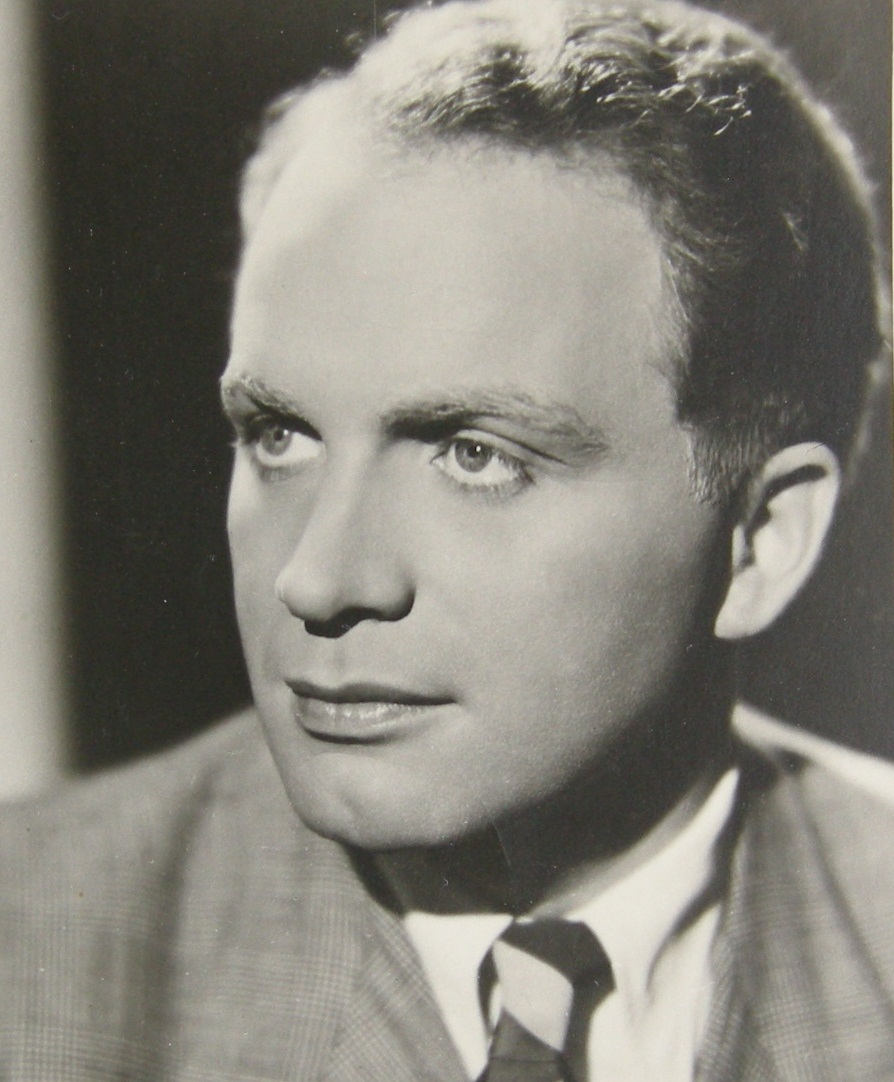
Fritz Genschow

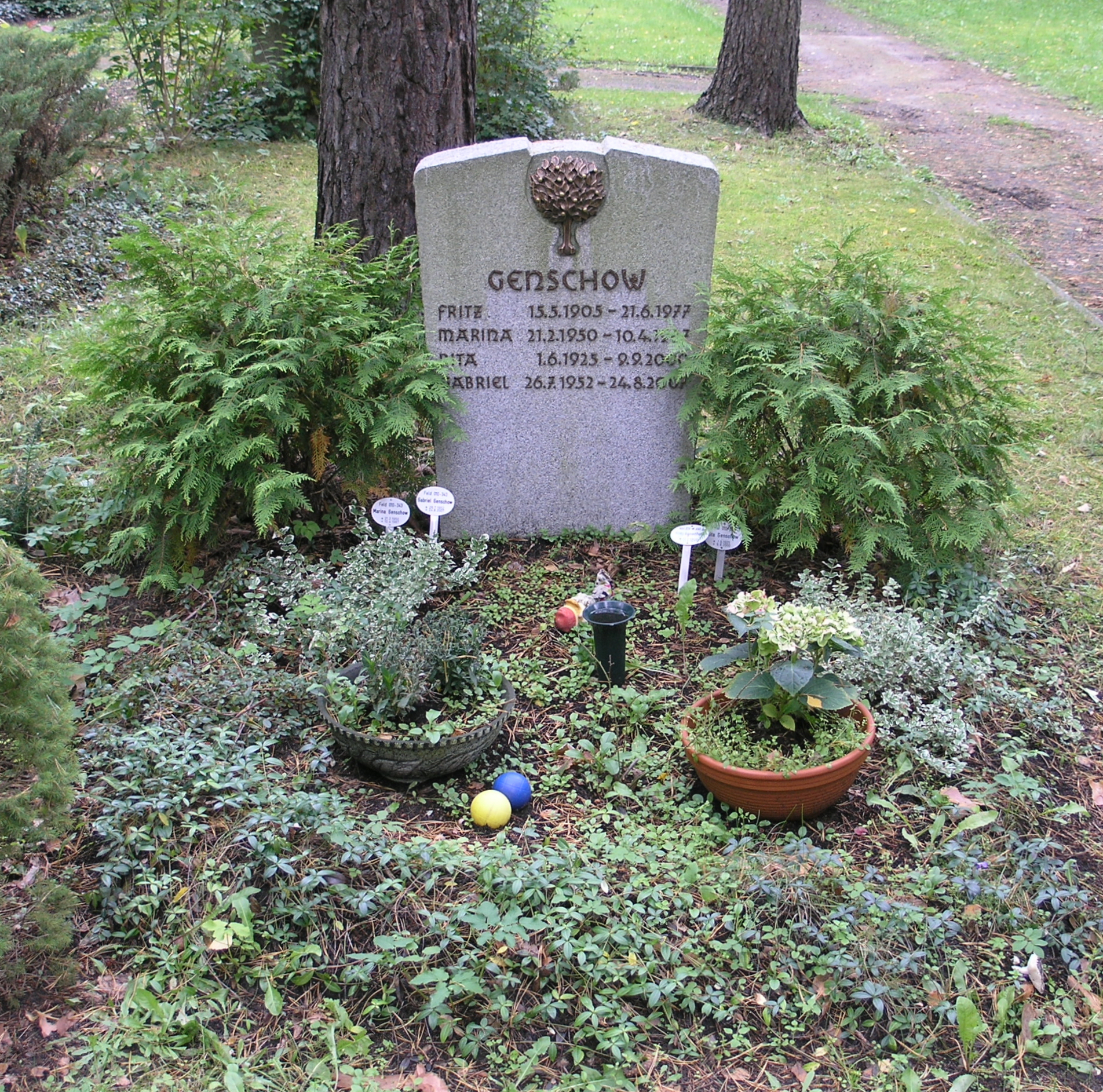
Tomba nel Waldfriedhof Zehlendorf

Fritz Genschow (Berlino, 15 maggio 1905 – Berlino, 21 giugno 1977) è stato un attore, regista, produttore cinematografico e sceneggiatore tedesco.

## Biografia
Formatosi presso la Reichersche Hochschule für Dramatic Kunst di Berlino, Fritz Genschow debuttò nel 1924 al Teatro di Meiningen. Tra il  1925 e il 1926 recitò a Halle e dal 1927 a Berlino, al Theater am Nollendorfplatz e in vari teatri, tra i quali la Konzerthaus, il Volksbühne e il Theater am Schiffbauerdamm.
Nel 1930, con l'attrice e sua prima moglie Renée Stobrawa, fondò a Berlino il Kinder-Theater, nel quale eseguì il dramma Revolte im Erziehungshaus (lett. "Rivolta nel riformatorio").
Fritz Genschow iniziò la sua carriera come attore cinematografico nel 1929 con il film Vererbte Triebe. Negli anni '30 lavorò in diversi film, tra i quali Jenseits der Straße (1929), L'inferno dei mari (Morgenrot) (1933), Straßenmusik (1936), Si parla di Clara (Man spricht über Jacqueline) (1937) e Rotkäppchen und der Wolf (1937). Esordì come regista nel 1935 con il film Der interessante Fall. Nel 1936 interpretò Winnetou nella commedia radiofonica Fährten in der Prärie. Come sceneggiatore e regista, Genschow adattò all'ideologia nazionalsocialista il film fiabesco Rotkäppchen und der Wolf (1937).
Dopo la seconda guerra mondiale, Genschow fu attivo principalmente come regista e sceneggiatore, per lo più di film di fiabe adattati al cinema. Successivamente, assunse personalmente la produzione dei suoi film, nei quali apparve anche come attore.
Nel 1947 divenne direttore dell'Haus am Waldsee, dopo conosciuto come Genschow-Stobrawa-Theater. Nel 1963 fu insignito del Gebrüder-Grimm-Preis e nel 1971, dopo la morte di Stobrawa, fondò il Gebrüder-Grimm-Theater. Dal 1947 al 1972, condusse un programma radiofonico per bambini (Onkel Tobias) alla RIAS, in onda ogni domenica mattina, con lo scopo di trasmettere ai bambini un sentimento di fiducia e solidarietà nei confronti degli adulti. Il programma riuscì in questo intento quando il suo personaggio, lo Zio Tobia, e la Zia Erika (Erika Görner) si sedettero ad ascoltare e discutere i problemi dei bambini.
I suoi figli, nati dal secondo matrimonio con Rita-Maria Nowotny, si sono dedicati al cinema: Marina Genschow è diventata attrice mentre Gabriel Genschow (1954-2007) è stato sceneggiatore e produttore cinematografico. Anche sua figlia illegittima, Heidi Genée, ha lavorato nel mondo del cinema. Dal 2007, i suoi eredi legali gestiscono i film di Genschow attraverso la "Medienproduktion und Vertrieb Genschow".
È stato sepolto nel Waldfriedhof Zehlendorf, il cimitero forestale di Berlino.

## Filmografia

### Attore
- Gewitter über Gottland, regia di Curt Oertel (1927)
- Vererbte Triebe. Der Kampf ums neue Geschlecht, regia di Gustav Ucicky (1929)
- Jenseits der Straße, regia di Leo Mittler e Albrecht Viktor Blum (1929)
- L'inferno dei mari (Morgenrot), regia di Gustav Ucicky (1933)
- I fuggiaschi (Flüchtlinge), regia di Gustav Ucicky (1933)
- Hundert Tage, regia di Franz Wenzler (1934)
- Giovanna d'Arco (Das Mädchen Johanna), regia di Gustav Ucicky (1935)
- Lo studente di Praga (Der Student von Prag), regia di Artur Robison (1935)
- Donne e carnefici (Henker, Frauen und Soldaten), regia di Johannes Meyer (1935)
- Straßenmusik, regia di Hans Deppe (1936)
- Si parla di Clara (Man spricht über Jacqueline), regia di Werner Hochbaum (1937)
- Rotkäppchen und der Wolf, regia di Fritz Genschow e Renée Stobrawa (1937)
- Ein Volksfeind, regia di Hans Steinhoff (1937)
- Il romanzo di un medico (Roman eines Arztes), regia di Jürgen von Alten (1939)
- Drei Unteroffiziere, regia di Werner Hochbaum (1939)
- Links der Isar, rechts der Spree, regia di Paul May (1940)
- Friedrich Schiller – Der Triumph eines Genies, regia di Herbert Maisch (1940)
- Titanic, regia di Werner Klingler e Herbert Selpin (1943)
- Dornröschen, regia di Fritz Genschow (1955)
- Der Pfarrer von Kirchfeld, regia di Hans Deppe (1955)

### Regista
- Rotkäppchen und der Wolf (1937)
- Drops wird Flieger (1938)
- Rotkäppchen (1953)
- Hänsel und Gretel (1954)
- Frau Holle (1954)
- Der Struwwelpeter (1955)
- Ina, Peter und die Rasselbande (1955)
- Aschenputtel (1955)
- Dornröschen (1955)
- Tischlein deck dich (1956)
- Die Gänsemagd (1957)
- Schneewittchen (1959)
- Der vertauschte Prinz (1962)
- Rumpelstilzchen (1962)
- König Drosselbart (1962)

### Produttore
- Rotkäppchen (1953)
- Frau Holle (1954)
- Der Struwwelpeter (1954)
- Ina, Peter und die Rasselbande (1955)
- Aschenputtel (1955)
- Dornröschen (1955)
- Tischlein deck dich (1956)
- Die Gänsemagd (1957)
- Der vertauschte Prinz (1962)
- Rumpelstilzchen (1962)

### Sceneggiatore
- Rotkäppchen und der Wolf (1937)
- Dornröschen (1955)
- Kalle wird Bürgermeister (1956)
- Schneewittchen (1959)
- Rumpelstilzchen (1962)

## Teatro
- Sogno di una notte di mezza estate di William Shakespeare, regia di Hans Carl Müller (1946)
- Il racconto d'inverno di William Shakespeare (1947)

## Radio
- Das Salzburger große Welttheater di Hugo von Hofmannsthal, regia di Hanns Korngiebel, RIAS (1947)
- Eine Fahrt in den Frühling di Hans Fritz Köllner, regia di Hanns Korngiebel, RIAS (1947)
- Der Mond ging unter di Franz Schneider-Facius, regia di Hanns Korngiebel, RIAS (1949)
- Der Graue di Friedrich Forster e Waldfried Burggraf, regia di Hanns Korngiebel, RIAS (1952)